# 체크 스윙
체크 스윙(영어: Checked swing)은 야구에서 타자가 하는 타격의 한 종류이다. 

## 설명
체크 스윙은 타자가 투수의 투구를 마치 번트를 대는 것처럼 야구 방망이를 내고 맞추는 타격이다. 하프 스윙이라고도 불리며 체크 스윙을 할 때는 타자가 투수의 투구 타이밍을 정확하게 예측하는 것이 가장 중요하다. 투수가 던지는 정확한 투구 타이밍의 예측을 통해 체크 스윙을 하면 안타를 양산하기 쉽다는 장점이 존재하지만 반대로 투수의 투구 타이밍을 제대로 맞추지 못하면 힘없는 땅볼 아웃이 되기 쉽다는 단점도 존재한다. 체크 스윙은 주로 타자가 투수의 허를 기습적으로 찌를 때에 사용한다.

## 같이 보기
- 타격
- 타자